# Karschiellidae
Karschiellidae es una familia de insectos en Dermaptera en el suborden Forficulina. Al igual que la familia Diplatyidae, Karschiellidae es una familia con una cantidad pequeña de miembros.

## Géneros y especies
La familia incluye los siguientes géneros y especies:
- Bormansia Verhoeff, 1902
  - Bormansia aberrans Hincks, 1959
  - Bormansia africana Verhoeff, 1902
  - Bormansia discendens Hincks, 1959
  - Bormansia impressicollis Verhoeff, 1902
  - Bormansia meridionalis Burr, 1904
  - Bormansia monardi Menozzi, 1937
  - Bormansia proxima Hincks, 1959
  - Bormansia pusilla Brindle, 1978
- Karschiella Verhoeff, 1902
  - Karschiella buettneri (Karsch, 1886)
  - Karschiella camerunensis Verhoeff, 1902
  - Karschiella neavei Burr, 1909
  - Karschiella pygmaea Rehn, 1933